# Cláudio Duarte
Cláudio Roberto Pires Duarte (São Jerónimo, 9 maggio 1951) è un allenatore di calcio ed ex calciatore brasiliano, di ruolo difensore.
Da calciatore vince due campionati brasiliani di fila (1975 e 1976) e sei volte consecutive il campionato Gaucho (1971-1976). In seguito diviene un manager: allena, tra le altre, Internacional, Grêmio, Corinthians e Fluminense, vincendo il campionato statale Brasiliense nel 2001 alla guida del Gama.

## Palmarès

### Giocatore

#### Competizioni statali
- Campionato Gaucho: 6

Internacional: 1971, 1972, 1973, 1974, 1975, 1976

#### Competizioni nazionali
- Campionato brasiliano: 2

Internacional: 1975, 1976

### Allenatore
- Campionato Brasiliense: 1

Gama: 2001